# Au hasard Balthazar
Pour les articles homonymes, voir Balthazar.
Pour plus de détails, voir Fiche technique et Distribution.
Au hasard Balthazar est un film de mélodrame suédois-français réalisé et écrit par Robert Bresson, sorti en 1966. On pense qu'il s'inspire d'un passage du roman L'Idiot de Fiodor Dostoïevski (1868-1869), le film suit un âne alors qu'il est donné à divers propriétaires, dont la plupart le traitent avec insensibilité.
Remarqué pour le style de mise en scène ascétique de Bresson et considéré comme une œuvre à l'effet émotionnel profond, il est fréquemment répertorié comme l'un des plus grands films de tous les temps.

## Résumé
Les tribulations d'un âne dans les Pyrénées des années 1960, prétexte à la peinture des travers humains.
Les premières années de l'âne Balthazar sont heureuses, en compagnie de Marie (Anne Wiazemsky), petite fille originaire du pays basque, et de Jacques (Walter Green), son compagnon de vacances parisien. Plus tard, des problèmes apparaissent entre les parents des deux enfants et tout le monde en souffre, y compris l'âne que Marie délaisse. Un boulanger achète Balthazar pour porter le pain que livre Gérard (François Lafarge), un jeune voyou qui n'a aucun mal à séduire Marie. Balthazar est maltraité par Gérard, puis par Arnold (Jean-Claude Guilbert), un vagabond soupçonné d'un assassinat dans lequel Gérard et sa bande ont peut-être trempé. L'âne s'enfuit et se réfugie dans un cirque où on le dresse. De retour avec Arnold, les maltraitances se poursuivent jusqu'au décès de cet alcoolique invétéré. Revenu auprès de Marie, ses souffrances se confondent avec celles de cette dernière qui disparaît. Repris par Gérard qui l'utilise pour la contrebande, il est blessé dans un échange de coups de feu, s'enfuit et meurt dans la montagne, entouré par un troupeau de moutons.

## Fiche technique
- Titre : Au hasard Balthazar
- Réalisation : Robert Bresson, assisté de Jacques Kébadian et Claude Miller
- Scénario : Robert Bresson
- Photographie : Ghislain Cloquet
- Décors : Pierre Charbonnier
- Musique : Jean Wiener
- Montage : Raymond Lamy
- Son : Antoine Archimbaud
- Production : Mag Bodard pour Parc Films, Athos Films, Argos Films, Institut Suédois du Film
- Distribution : Athos Films
- Format : noir et blanc - 35 mm
- Durée : 90 minutes
- Date de sortie :
  - France, 25 mai 1966

## Distribution
- Anne Wiazemsky : Marie
- François Lafarge : Gérard
- Philippe Asselin : le père de Marie
- Nathalie Joyaut : la mère de Marie
- Walter Green : Jacques
- Jean-Claude Guilbert : Arnold
- Pierre Klossowski : un marchand
- François Sullerot : le boulanger
- Marie-Claire Fremont : la femme du boulanger
- Jean Rémignard : le notaire

## Récompenses
- Prix Méliès en 1966
- Mostra de Venise 1966 :

| Lauréat du Cineforum 66 Award | Robert Bresson |
| Lauréat du New Cinema Award   | Robert Bresson |
| Lauréat de l'OCIC Award       | Robert Bresson |
| Lauréat du Prix San Giorgio   | Robert Bresson |
| Nommé au Lion d'or            |                |

## Sur le film
- Bresson raconte que le titre du film lui avait été donné par la princesse Bibesco, sa voisine, quai de Bourbon. « Au hasard Balthazar » était la devise des seigneurs des Baux de Provence, qui se prétendaient descendants directs du roi mage Balthazar.
- Bresson rechercha en vain pendant cinq années un producteur, jusqu'à sa rencontre avec Anatole Dauman, producteur d’Hiroshima mon amour, qui n'hésita pas un instant face à cette histoire : « J'eus le sentiment du chef-d'œuvre. Sans la moindre inquiétude, j'invitai à la première projection quelques-uns de mes amis et connaissances, dont Marguerite Duras, Roger Stéphane et Jean-Luc Godard, qui crièrent au chef-d'œuvre ». Godard s'éprend à tel point de la protagoniste, Anne Wiazemsky, qu'il l'épouse quelques mois après la première du film[1].
- Un numéro spécial de l’émission « Pour le plaisir » de l’ORTF produite par Roger Stéphane et Roland Darbois est consacré à la sortie du film et diffusé le 11 mai 1966. Dans cette émission, Jean-Luc Godard, Louis Malle, François Reichenbach et Marguerite Duras présentent le film comme une œuvre exceptionnelle, marquant un tournant dans l’art cinématographique[2].
- En 2007, Anne Wiazemsky publie aux éditions Gallimard son livre Jeune Fille, dans lequel elle raconte sa rencontre avec Robert Bresson et leur relation durant le tournage d’Au hasard Balthazar.
- Le film est rythmé par l'andantino de la Sonate pour piano nº 20 de Schubert.